# Tafonomi
Tafonomi, är vetenskapen om hur organisk materia bevaras efter döden och de processer som påverkar hur växter och djur bryts ner. Ordet tafonomi kommer från grekiskans taphos (grav) och nomos (lagar).
Den här disciplinen inom geologin namngavs 1940 av den ryske paleontologen Ivan Jefremov, och från början ägnade man sig bara åt studier av hur djur och växter gick från att vara en del av biosfären till att bli en del av litosfären, dvs hur organismer fossiliseras. 
En gren av tafonomin som har växt fram under de senaste årtiondena är rättstafonomin, eller forensisk tafonomi. Här studerar man de kemiska, fysiska och biologiska förändringar som framför allt människokroppar genomgår från färska via olika stadier av förruttnelse till skeletterade. Man skulle kunna beskriva det som kadavrets ekologi. En viktig faktor vid nedbrytningen av en kropp är insekter, som står för den enskilt största reduceringen av biomassa. Rättsentomologi är den gren av entomologin som ägnar sig åt hur insekter koloniserar och bryter ner kroppar, samt analys av insekter för att fastställa hur lång tid som förflutit sedan döden inträffat.